# 토요타 락티스
토요타 락티스(Toyota Ractis)는 토요타 자동차가 2005년 10월에 출시한 소형 MPV이다.

## 1세대

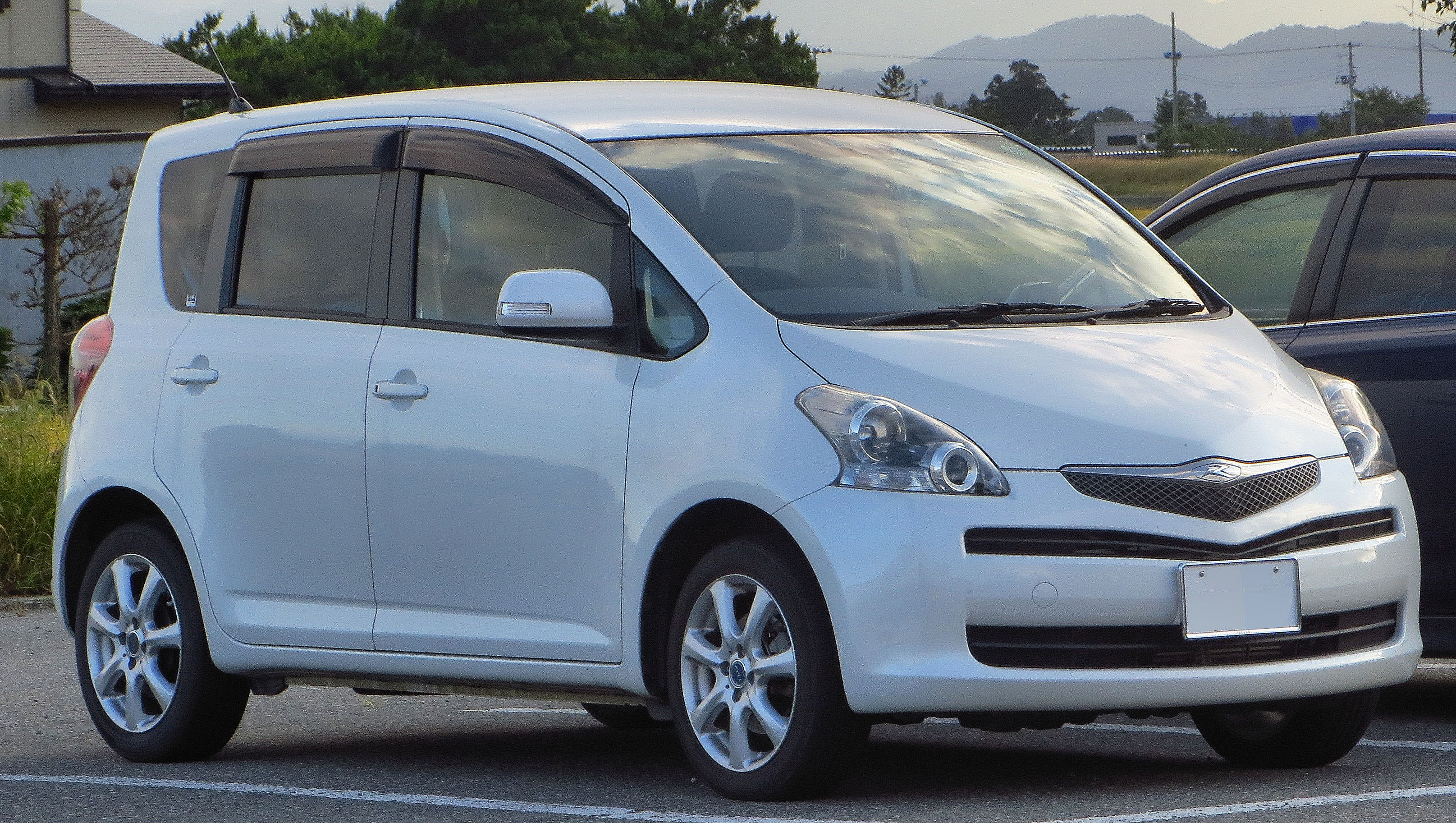
토요타 락티스 정측면

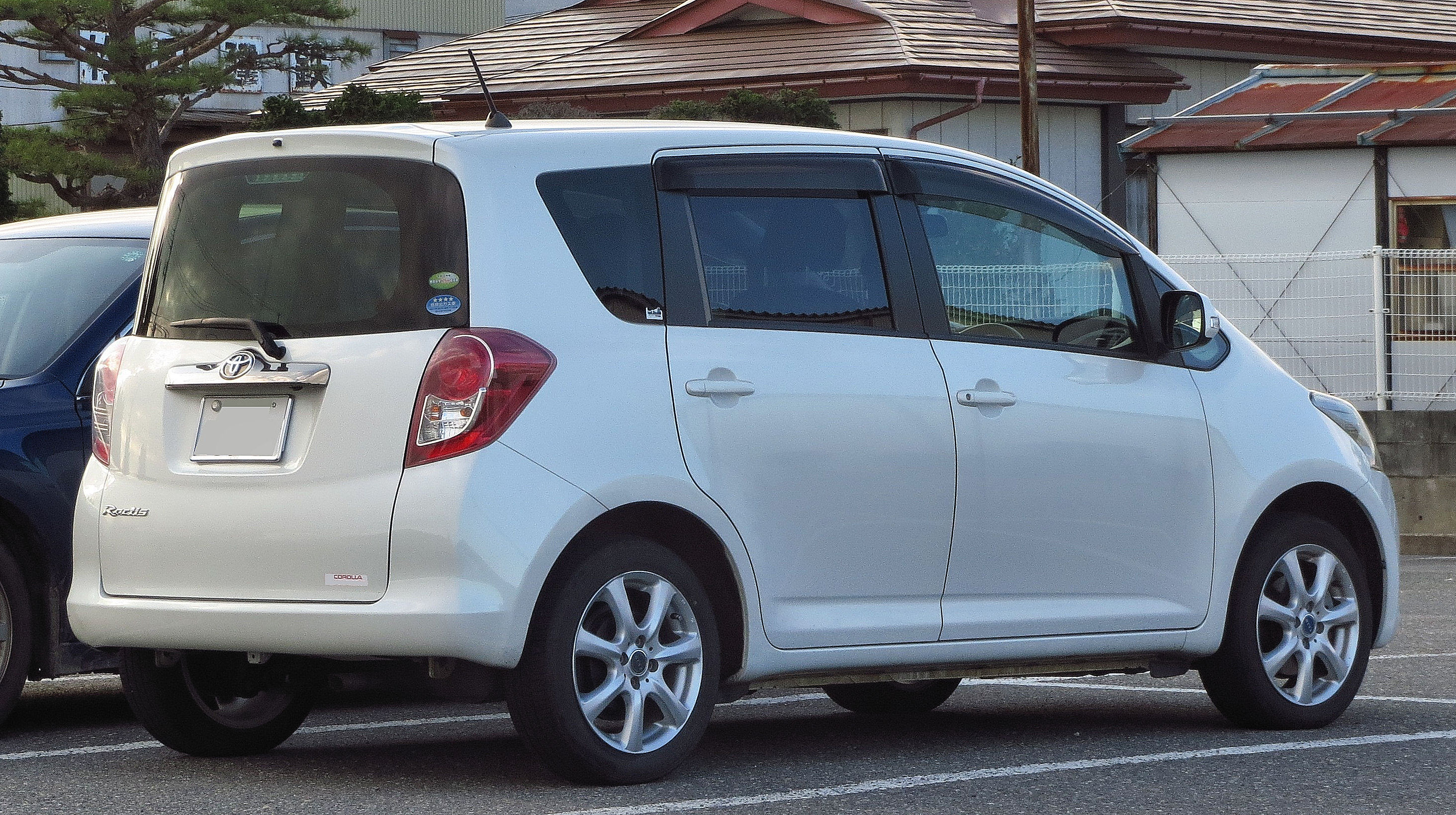
토요타 락티스 정측면

펀 카고의 후속 차종으로 출시되었다. 당시 일본산 소형차로는 드문 16인치 타이어가 기본 적용되었고, 패들 쉬프트, 파노라마 루프, 크루즈 컨트롤 등도 적용되었다. 1,300cc 가솔린 엔진과 1,500cc 가솔린 엔진으로 나뉘며, 1,500cc에서는 4륜구동을 선택할 수 있다. 전륜구동에는 무단변속기가, 4륜구동에는 4단 자동변속기가 조합되었다. 당초 일본 내수 전용차였으나, 2009년부터 홍콩과 마카오 등에도 판매되었다.

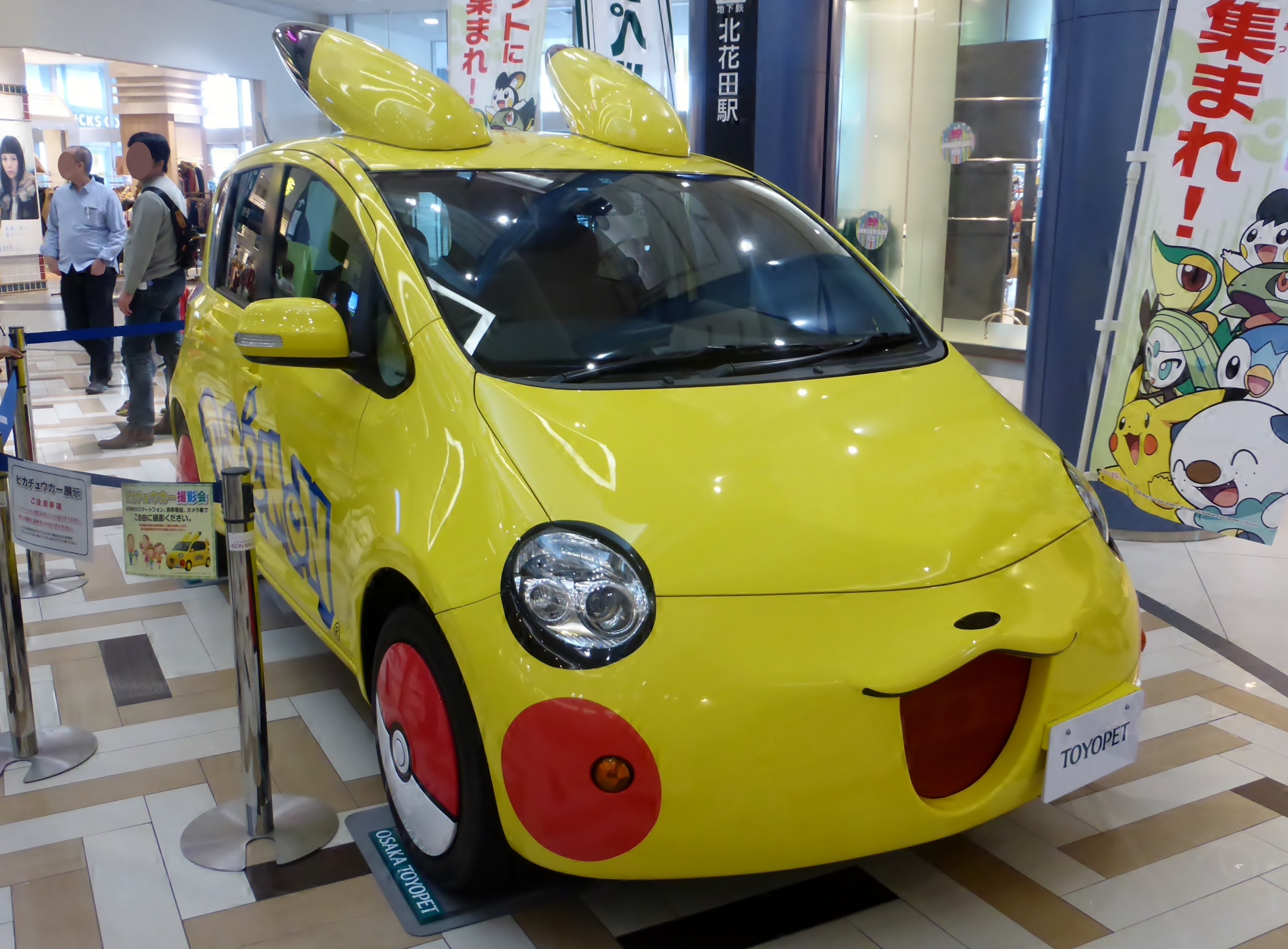
피카츄카로 개조된 토요타 락티스 정측면
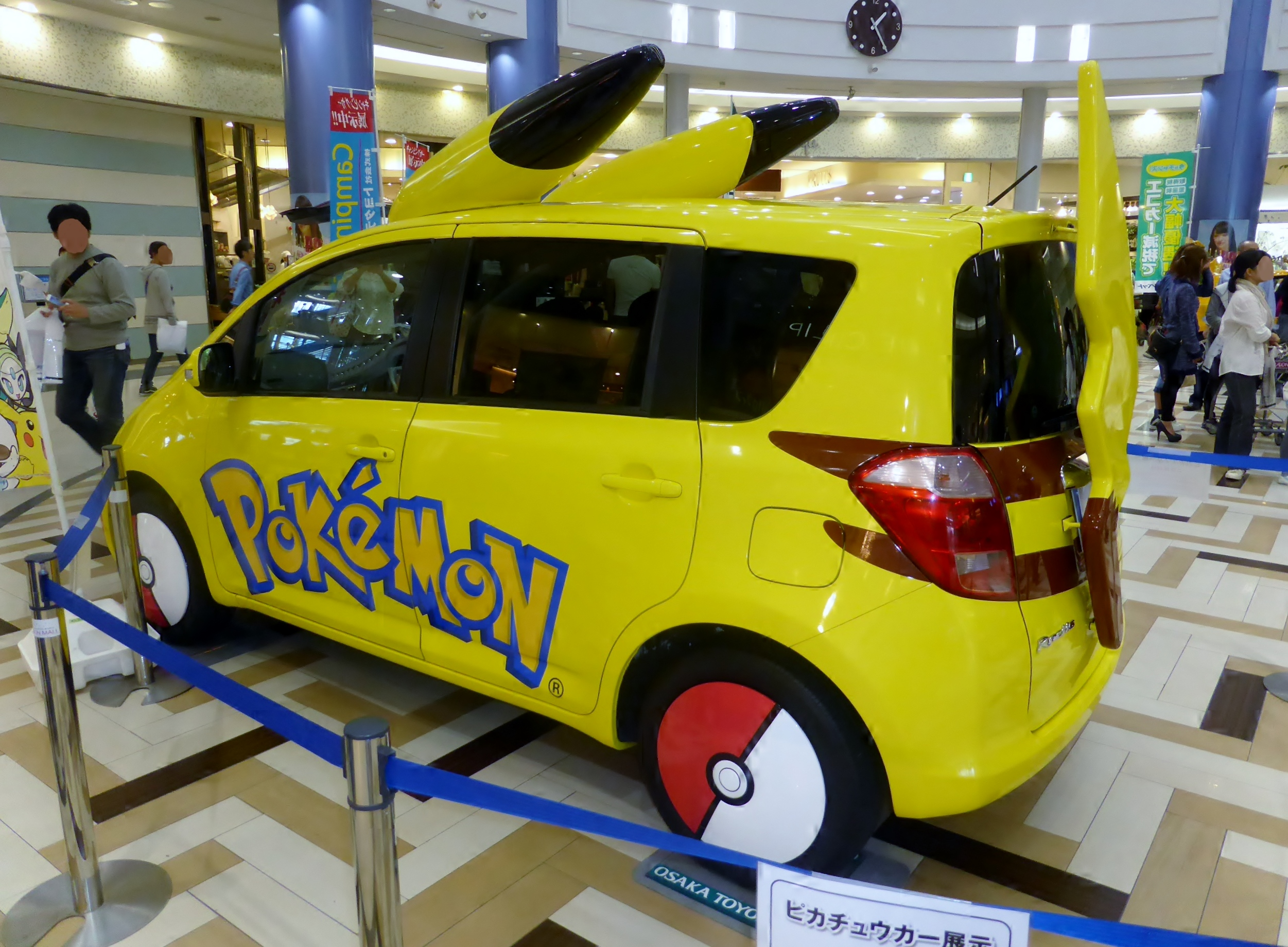
피카츄카로 개조된 토요타 락티스 후측면

## 2세대

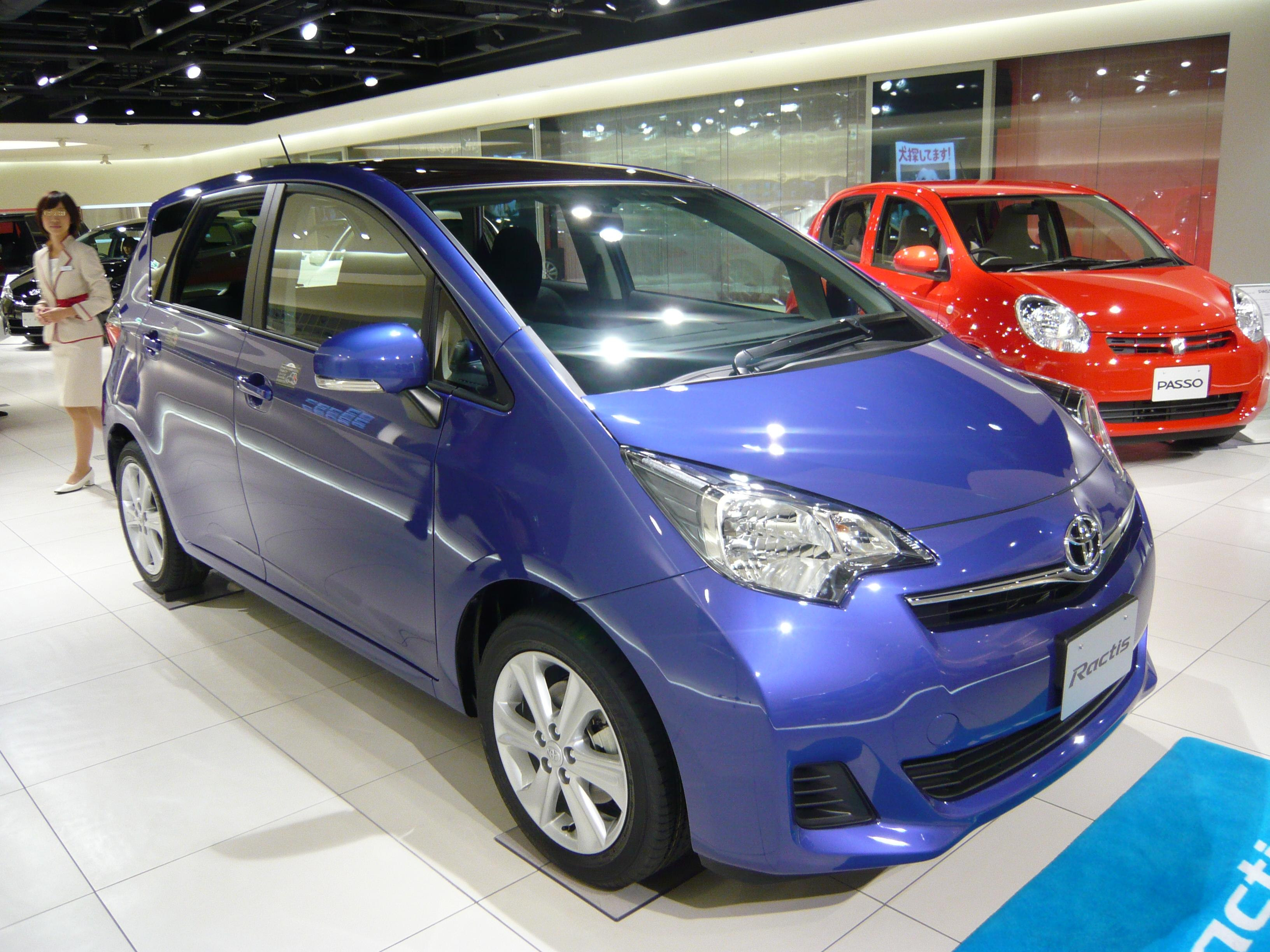
토요타 락티스 정측면

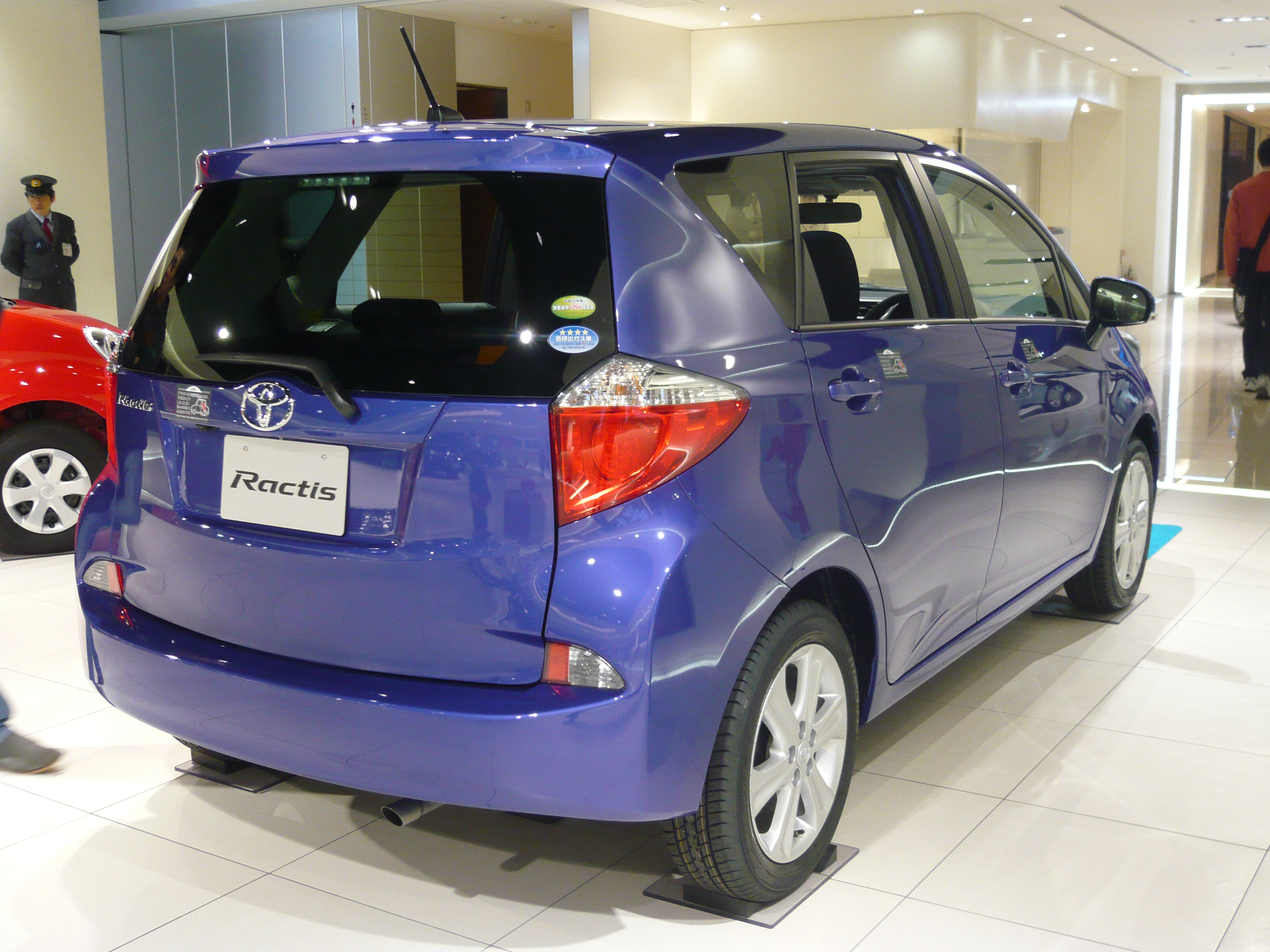
토요타 락티스 후측면

2010년에 출시되었다. 1세대에 비해 전고가 50mm 이상 낮아졌고, 휠이 5 볼트 체결 방식으로 바뀌었다. 유럽에서는 베르소 S로 판매되며, 1,400cc 디젤 엔진도 있다. 개발 초기부터 후지 중공업에 OEM이 정해져 있었기 때문에 후지 중공업의 인원들도 개발에 다수 참여하였다. 스바루 브랜드로 팔리는 트레지아는 기본적으로 차체와 메커니즘이 동일하나, 앞 부분의 디자인에 차이를 두었다. 일본에서는 2016년 6월에 락티스와 bB의 통합 후속 차종인 탱크와 루미의 출시로 단종되었으나, 유럽에서는 2017년 12월까지 생산·판매되었다.

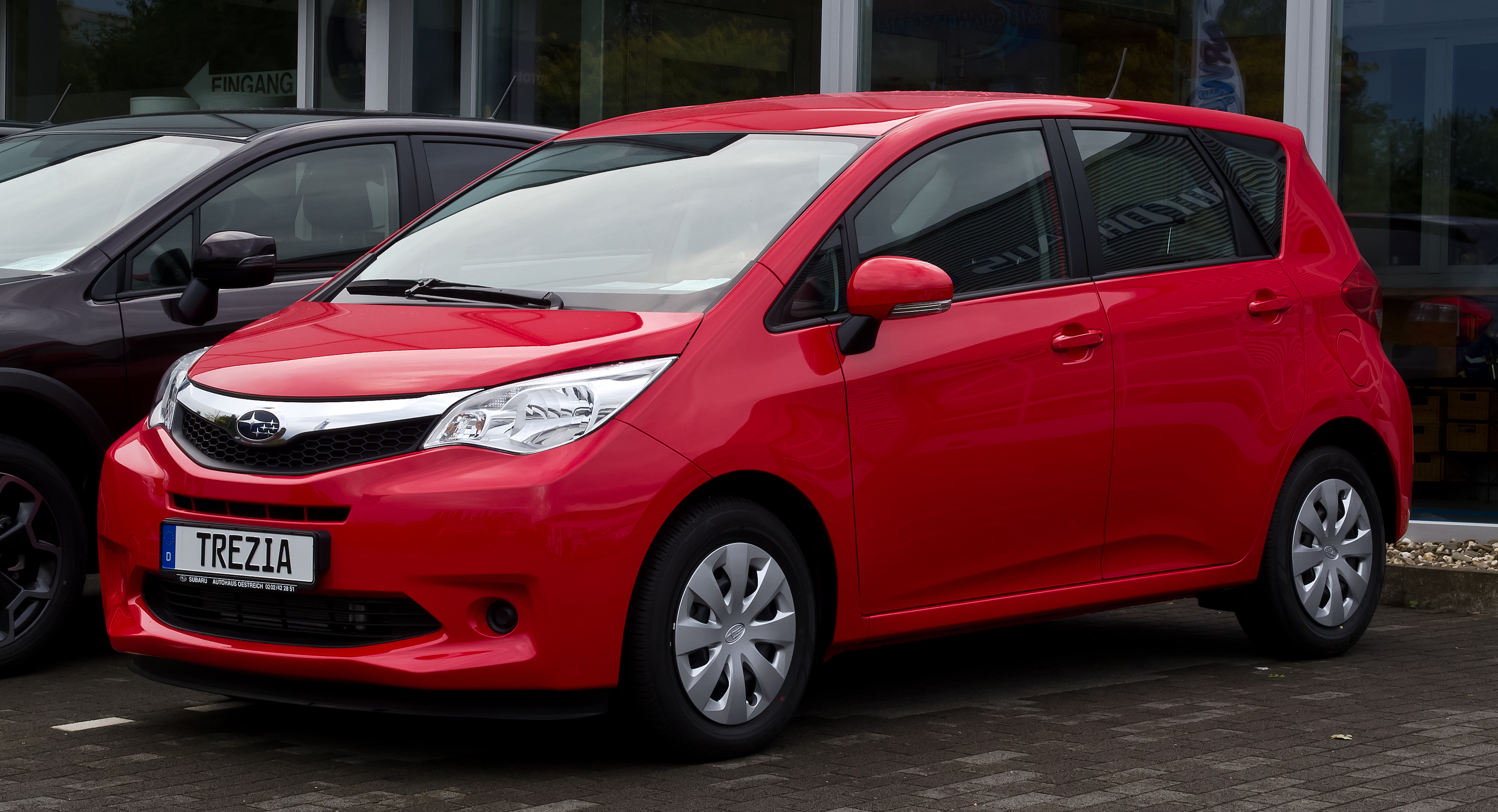
스바르 트레지아 정측면
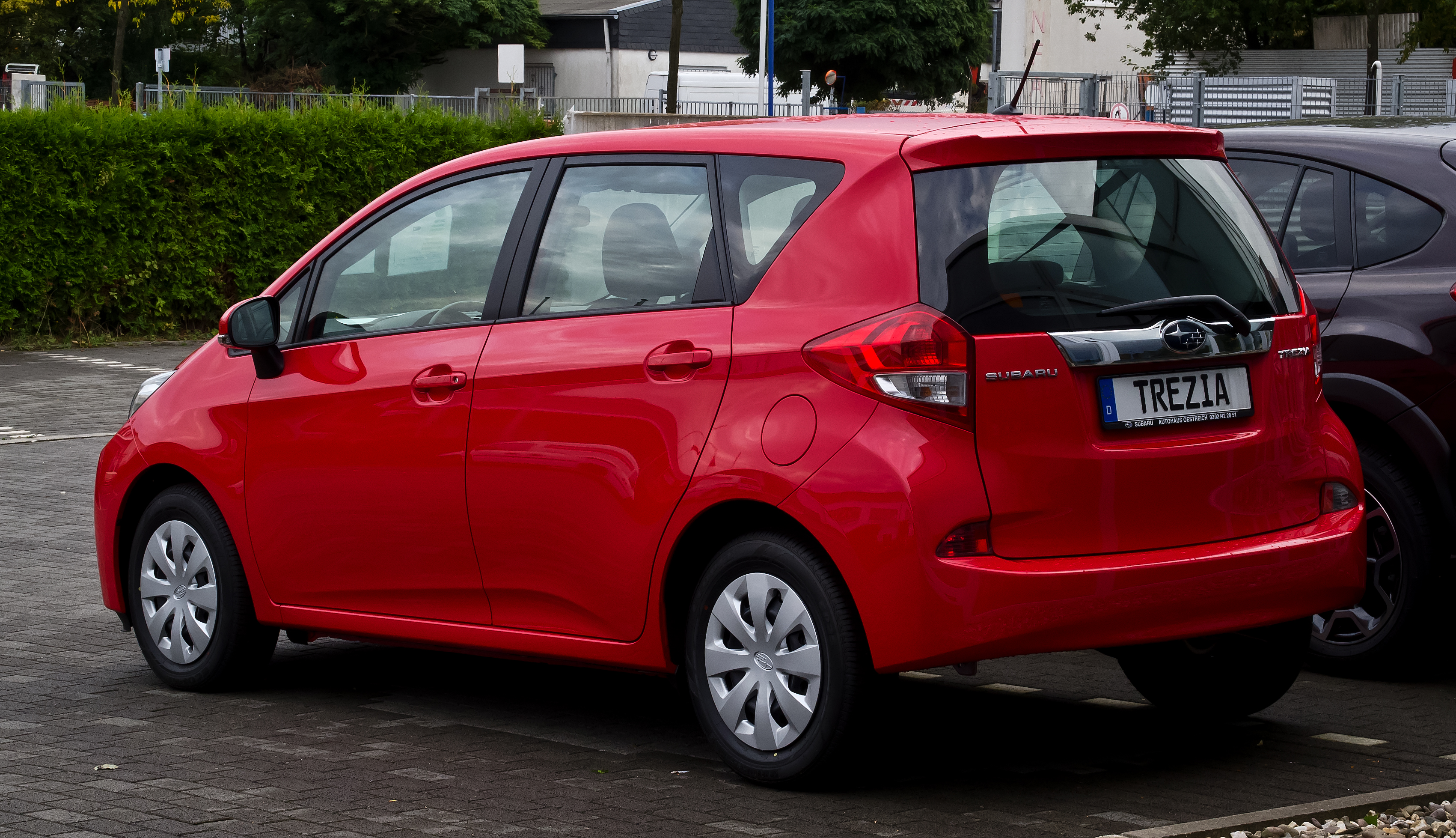
스바르 트레지아 후측면